# Неформальная логика
Неформа́льная ло́гика — область исследований в логике и теории аргументации, оценивающая и анализирующая аргументы в том виде, в каком они используются в естественном языке.
Идея неформальной логики возникла в русле исследований, посвящённых критическому мышлению, и получила развитие в форме движения «неформальных логиков» во второй половине XX века в среде американских и европейских философов, логиков, лингвистов как следствие неудовлетворённости методами формальной логики для анализа обыденных рассуждений. Вместе с тем в истории логики изучением рассуждений в повседневной речи философы занимались со времени Аристотеля. В настоящее время средства неформальной логики также используются для анализа научного (гуманитарного) знания.
В русскоязычной литературе теория аргументации может иначе называться неформальной логикой.

## Определение
Существуют различные точки зрения на цели и задачи неформальной логики, её отличие от формальной логики.
Американские философы Джонсон и Блэр, одни из основателей движения «неформальных логиков», определяют неформальную логику как «ответвление логики, задачей которой является разработка неформальных стандартов, критериев и процедур для анализа, интерпретации, оценки, критики и построения аргументации в повседневном дискурсе».
Бельгийский логик Хаим Перельман характеризует неформальную логику как логику аргументаций, в отличие от формальной логики — логики доказательств.
Ряд логиков считают основной задачей неформальной логики изучение логических ошибок.